# 狀語
狀語（英語：adverbial）是修饰、限制、说明其他词语（中心语）的词、短语或从句，通常描述时间、地点、方式、原因或程度。例如：动词性短语“飞快地跑”的状语是“飞快地”；形容词性短语“真棒”的状语是“真”。

## 狀語的構成
能充當狀語的有形容詞、副詞、能願動詞、表時間地點的名詞或名詞短語、以及方位短語、介詞短語、動賓短語、主謂短語等短語也可以當作狀語。(斜體為狀語）
- 副詞、形容詞作狀語。

例：大家十分開心。（十分：副詞作狀語，形容開心的程度）
例：這東西很耐用。（很：副詞作狀語，加強耐用的程度）
例：我現在就出門。（現在：副詞作狀語，表明出門的時間）
例：我們週末去唱歌（週末：副詞作狀語，表明唱歌的時間）
例：昨天，她在我們上課的時候走進教室。（昨天：表時間作狀語，補充說明「她」走進教室的時間。） （在我們上課的時候：同上。）
- 代詞作狀語。

例：哥哥這樣說。
例：媽媽那麼說。
- 能願動詞作狀語。

例：小明能搶救小貓。
- 短語作狀語。

例：大家心情愉快地度過了這個週末。
- 从句作狀語。

例：因为今天下雨，所以他带伞。

## 狀語的位置

### 汉语
- 放在謂語中心語之前，跟著中心語。

例：太陽剛剛下山。
- 放在主語前，表示時間、處所、狀態等。

例：昨天，日本發生大地震。
例：突然，有一個小孩從路邊衝出來，被車撞死了!
- 放在中心語之後，表示強調，而在文言文中處於補語的位置，也常常當狀語來理解。

例：小偷進到屋裡，悄悄地，悄悄地。
一般而言，汉语在一個詞（通常是定語）的後面加「的」接主語或賓語，使定語成形容詞，加「地」使其成狀語，加「得」接補語表述結果，這是既有的明確語法守則，只是由於「的」、「得」、「地」在普通話裡讀音相當接近，一般人難以細察。然而，由於這三個詞在某些漢語族語言裡（比如粵語）有不同的發音，因此，粵人大都能單憑平日的語用習慣，就能精確分辨這三個詞的用法。
以副詞修飾的句子舉例：「一隻非常小的蟲輕易地鑽進了那個洞穴裡 」，其中非常 和輕易地 為狀語，小 為形容詞，蟲 為主詞，鑽進 為動詞，洞穴裡 指明前往地點。
一些提題時所用的副詞，像“如何、何時、什麼、果然” 等在某方面也可視為狀語。

## 多層的狀語
如果一個中心語前面有好幾個狀語，那一般排列的順序如下，從離中心語的較遠開始：
- 1.時間 2.地點、方位 3.狀態 4.對象
- 1.時間 2.處所 3.副詞 4.形容詞

例：我們 今天 下午 在實驗室裏 都 非常認真地 跟老師 做 期末專題報告的實驗。